# Annette Roozen
Annette Roozen es una atleta de pista y campo parapléjica holandesa.

## Biografía
Cuando tenía dieciséis años, su pierna derecha tuvo que ser amputada debido a un osteosarcoma. Cinco años después, en 1997, asistió a una jornada deportiva local para usuarios de prótesis donde nació su interés por el atletismo. Su primer título internacional llegó en 2003 cuando ganó los 100 m de velocidad en el Campeonato de Europa en Assen en un tiempo de 18,11 segundos, en ese momento un nuevo récord europeo. Ese mismo día participó en el salto de longitud, ganando la medalla de bronce con un salto de 2,95 metros. Un mes después, ganó dos medallas de oro en el Campeonato Abierto de Alemania en Wattenscheid. Rompió los récords mundiales en ambas disciplinas: 17,85 segundos en 100 metros y 3,19 metros en salto de longitud. El 31 de mayo de 2004 volvió a batir el récord mundial de más de 100 metros, esta vez durante los FBK-Games en Hengelo con un tiempo de 17,20 segundos.  Representó a Países Bajos en los Juegos Paralímpicos de Atenas 2004, en salto de longitud. Obtuvo su mejor registro personal de 3,33 metros, pero finalmente terminó en quinta posición.
En Lelystad, participó en el Campeonato Nacional Holandés de Paratletas de 2005, donde ganó sus primeros títulos nacionales. Un día después, mejoró su récord personal y nacional en el salto de longitud a 3,55 metros durante los FBK-Games de ese año. Defendió con éxito sus títulos nacionales en ambas disciplinas y en el Desafío Paralímpico de Duderstadt el 20 de mayo de 2006 logró un nuevo récord mundial de más de 100 metros en 16,90 segundos. En Leverkusen, el 25 de agosto de 2006, batió el récord europeo en salto de longitud con 3,61 metros. De vuelta en su país se organizó el Campeonato del Mundo de 2006 y se convirtió en doble Campeona del Mundo. Ganó los 100 metros en 16,96 segundos e hizo una distancia de 3,49 metros en el salto de longitud.  

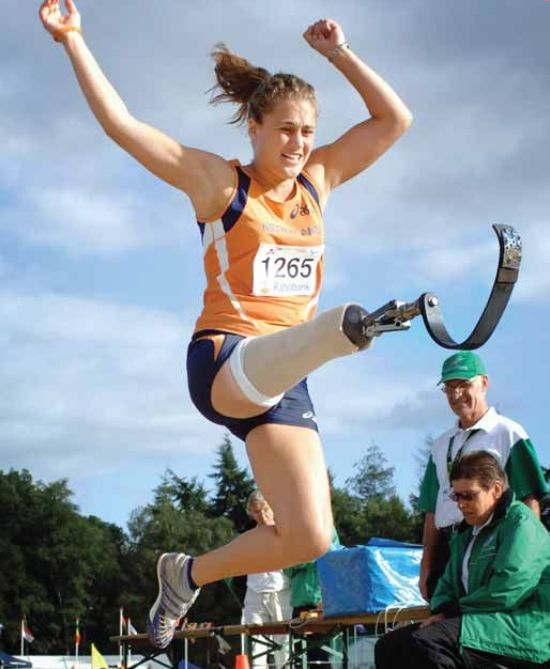
Roozen realizando el salto de longitud

En 2007, logró ganar por tercera vez consecutiva en salto de longitud, con una distancia de 3,50 metros. A pesar de perderse su tercer título nacional de los 100 metros, logró un nuevo récord mundial, pero no oficial, en las Run2Day Track Meetings en Utrecht, para mejorar a 16.64 segundos. En los FBK-Games 2007, saltó 3,57 metros en salto de longitud y ganó la carrera de 100 metros en 16,75 segundos. El 17 de junio de 2007, en Stadskanaal durante los Nelli Cooman-Games, volvió a batir el récord mundial, esta vez en 16,57 segundos. También participó en una carrera de más de 200 metros por primera vez en su carrera, corriendo directamente a un nuevo récord mundial de 34,46 segundos. Gracias a este esfuerzo ganó el "Trofeo Bronce Nelli Cooman". A finales de año fue nombrada deportista holandesa del año con discapacidad (Trofeo Joke van Rijswijk), sin embargo tuvo que compartir el título con Marion Nijhof, nadadora ciega.
El 1 de junio de 2008, en el Campeonato Abierto de Holanda en Emmeloord, rompió una vez más el récord mundial de los 100 metros con un registro de 16,48 segundos. Representó a Holanda en los Juegos Paralímpicos de 2008 en Pekín, donde se clasificó para los 100 metros y salto de longitud. Los 200 metros de su clase no se corrieron durante los Juegos Paralímpicos. En el salto de longitud, hizo 3,23 metros en su primer salto, quedando solo en la quinta posición. Con su segundo salto de 3,63 metros, saltó más lejos que cualquiera de las otras atletas en el primer salto; sin embargo, Christine Wolf saltó 3,65 metros en esa misma ronda para tomar la delantera. Ninguna de las demás consiguió superar los 3,63. En la última parte de la competencia, Wolf saltó 3.73 m. Roozen no pudo saltar tan lejos y ganó la medalla de plata. Zielinska se llevó el bronce.